# Young Igi
Young Igi, właśc. Igor Mateusz Ośmiałowski (ur. 17 listopada 1999) – polski wykonawca trapu i autor tekstów.  Współpracował ponadto m.in. z takimi wykonawcami jak Szpaku, Peja, Pikers, Quebonafide, Schafter, Margaret, Kizo i Malik Montana.

## Życiorys
Young Igi publikował utwory na swoim kanale od 2016 roku. Został zauważony na początku 2017 roku za sprawą wydania utworu pt. „Kush” wraz z przyjacielem Pikersem. 1 sierpnia 2017 roku na kanale artysty pojawił się odsłuch mixtape’u Trappist. Materiał został wydany w wersji fizycznej 23 października 2017 roku za sprawą wytwórni Soliton. W międzyczasie muzyk wydał takie utwory jak: „Buzi”, „Pies”, „Deszcz banknotów” z gościnnym udziałem Malika Montany, „Boa Boa” i „Audemars”. Owe utwory nie pojawiły się na żadnym albumie. 19 października 2018 pojawił się pierwszy oficjalny materiał rapera pt. Konfetti. Płyta dotarła do 6. miejsca polskiej listy sprzedaży – OLiS.
Na początku roku 2021, wraz z raperami Otsochodzi i Okim uformował supergrupę OIO.

## Dyskografia

### Albumy studyjne
| Rok  | Album | Pozycja na liście | Sprzedaż       | Certyfikat              |
| Rok  | Album | POL               | Sprzedaż       | Certyfikat              |
| ---- | --- | ----------------- | -------------- | ----------------------- |
| 2018 | Konfetti - Data: 19 października 2018 - Wydawca: Yi Ent, My Music - Format: CD, digital download                    | 6                 | - POL: 15 000+ | - ZPAV: złota płyta     |
| 2019 | Skan myśli - Data: 25 października 2019 - Wydawca: Yi Ent, Def Jam Recordings Poland - Format: CD, digital download | 5                 | - POL: 30 000+ | - ZPAV: platynowa płyta |
| 2022 | Notatki z marginesu - Data: 18 listopada 2022 - Wydawca: Def Jam Recordings Poland - Format: CD, digital download   | 1                 | - POL: 30 000+ | - ZPAV: platynowa płyta |
| 2024 | Ekskluzywny głód - Data: 24 maja 2024 - Wydawca: Def Jam Recordings Poland - Format: CD, digital download           | 3                 | - POL: 15 000+ | - ZPAV: złota płyta     |

### Mixtape’y
| Rok  | Album | Pozycja na liście |
| Rok  | Album | POL               |
| ---- | --- | ----------------- |
| 2017 | Trappist - Data: 23 października 2017 - Wydawca: nielegal, Soliton - Format: CD, digital download                             | 20                |
| 2019 | !G! Tape #1 - Data: 19 kwietnia 2019 - Wydawca: Yi Ent, My Music - Format: CD, digital download                               | 3                 |
| 2025 | Kształt miłości mixtape - Data: 12 lutego 2025 - Wydawca: Def Jam Recordings Poland - Format: CD, digital download, streaming | 2                 |

### Albumy we współpracy
| Rok  | Album | Pozycja na liście | Sprzedaż        | Certyfikat                 |
| Rok  | Album | POL               | Sprzedaż        | Certyfikat                 |
| ---- | --- | ----------------- | --------------- | -------------------------- |
| 2021 | OIO (oraz Otsochodzi i Oki jako OIO) - Data: 7 maja 2021 - Wydawca: 2020 - Format: CD, digital download     | 3                 | - POL: 120 000+ | - ZPAV: 4× platynowa płyta |
| 2022 | Amfisbena (oraz Żabson) - Data: 11 marca 2022 - Wydawca: Def Jam Recordings - Format: CD, digital, download | 2                 | - POL: 60 000+  | - ZPAV: 2× platynowa płyta |

### Single
| Rok                                                       | Tytuł                                      | Pozycja na liście | Certyfikat                 | Album                   |
| Rok                                                       | Tytuł                                      | RLO               | Certyfikat                 | Album                   |
| --------------------------------------------------------- | ------------------------------------------ | ----------------- | -------------------------- | ----------------------- |
| 2017                                                      | „Kush” (gośc. Pikers)                      | –                 |                            | Trappist                |
| 2017                                                      | „Mówiłaś”                                  | 1                 | - ZPAV: 2× platynowa płyta | Trappist                |
| 2017                                                      | „Buzi”                                     | –                 | - ZPAV: platynowa płyta    | Singiel niealbumowy     |
| 2018                                                      | „Pies”                                     | –                 |                            | Singiel niealbumowy     |
| 2018                                                      | „Deszcz banknotów” (gośc.: Malik Montana)  | –                 | - ZPAV: platynowa płyta    | Singiel niealbumowy     |
| 2018                                                      | „Audemars”                                 | –                 | - ZPAV: złota płyta        | Singiel niealbumowy     |
| 2018                                                      | „Cały świat” – MIYO (gośc. Young Igi)      | 5                 | - ZPAV: platynowa płyta    | Zrób ten krok EP        |
| 2018                                                      | „Nemo”                                     | –                 | - ZPAV: platynowa płyta    | Konfetti                |
| 2018                                                      | „Bestia”                                   | 2                 | - ZPAV: diamentowa płyta   | Konfetti                |
| 2018                                                      | „Big Ben”                                  |                   | - ZPAV: złota płyta        | Konfetti                |
| 2018                                                      | „Giń za mnie” (gośc.: Szpaku)              |                   | - ZPAV: złota płyta        | Konfetti                |
| 2018                                                      | „Richard Mille” (gośc.: Otsochodzi)        |                   | - ZPAV: złota płyta        | Konfetti                |
| 2018                                                      | „Flava” (gośc.: Kaz Bałagane)              | –                 |                            | Konfetti                |
| 2018                                                      | „Lego” (gośc.: Peja)                       | –                 | - ZPAV: złota płyta        | Konfetti                |
| 2019                                                      | „Oznaka mężczyzn”                          | –                 | - ZPAV: platynowa płyta    | !G! Tape #1             |
| 2019                                                      | „Kokaina”                                  |                   | - ZPAV: złota płyta        | !G! Tape #1             |
| 2019                                                      | „Układanki” (gośc.: Margaret)              | –                 | - ZPAV: 2× platynowa płyta | Singiel niealbumowy     |
| 2019                                                      | „Droptop”                                  | –                 | - ZPAV: złota płyta        | Skan myśli              |
| 2019                                                      | „Promienie słońca”                         | –                 | - ZPAV: platynowa płyta    | Skan myśli              |
| 2019                                                      | „Pamiętnik ex”                             | –                 | - ZPAV: złota płyta        | Skan myśli              |
| 2019                                                      | „Idealne połączenie” (gośc. Jan-Rapowanie) | –                 | - ZPAV: złota płyta        | Skan myśli              |
| 2019                                                      | „Inny gatunek” (gośc. Kizo)                | –                 | - ZPAV: złota płyta        | Skan myśli              |
| 2019                                                      | „THC” (gośc. Włodi)                        | –                 | - ZPAV: 2× platynowa płyta | Skan myśli              |
| 2020                                                      | „#Hot16Challenge2”                         |                   | - ZPAV: platynowa płyta    | Singiel niealbumowy     |
| 2020                                                      | „Każdy nowy dzień”                         |                   | - ZPAV: złota płyta        | Singiel niealbumowy     |
| 2020                                                      | „Neandertalczyk”                           |                   | - ZPAV: złota płyta        |                         |
| 2022                                                      | „Icey” (oraz Żabson)                       |                   | - ZPAV: 2× platynowa płyta | Amfisbena               |
| 2022                                                      | „Ziemia na Marsie” (oraz Żabson)           |                   | - ZPAV: złota płyta        | Amfisbena               |
| 2022                                                      | „Robotniczy trap” (oraz Żabson)            |                   | - ZPAV: 2× platynowa płyta | Amfisbena               |
| 2022                                                      | „Buty na rzepy” (oraz Żabson)              |                   | - ZPAV: złota płyta        | Amfisbena               |
| 2022                                                      | „Polski karnawał” (oraz Żabson)            |                   | - ZPAV: 3× platynowa płyta | Amfisbena               |
| 2022                                                      | „Małe krople”                              |                   | - ZPAV: platynowa płyta    | Notatki z marginesu     |
| 2022                                                      | „Pleasure” (gośc. Oki)                     |                   | - ZPAV: złota płyta        | Notatki z marginesu     |
| 2023                                                      | „Trzeba mieć”                              |                   | - ZPAV: złota płyta        | Ekskluzywny głód        |
| 2024                                                      | „15 minut”                                 |                   | - ZPAV: złota płyta        | Ekskluzywny głód        |
| 2024                                                      | „Kształt miłości” (gośc. bambi)            |                   |                            | Kształt miłości mixtape |
| „–” oznacza, że singiel nie był notowany na danej liście. |                                            |                   |                            |                         |

### Gościnne występy
| Rok  | Album                           | Uwagi                                                                                    | Źródło        |
| ---- | ------------------------------- | ---------------------------------------------------------------------------------------- | ------------- |
| 2016 | Szamz – b.d.                    | gościnnie rap w utworze „Molly”                                                          | [ 59 ]        |
| 2017 | Smolasty – Los                  | gościnnie rap w utworze „Nowa kasa                                                       | [ 60 ]        |
| 2017 | Jacon – b.d.                    | gościnnie rap w utworze „Papier”                                                         | [ 61 ]        |
| 2017 | Pikers – b.d.                   | gościnnie rap w utworze „Nogawka”                                                        | [ 62 ]        |
| 2018 | Dj.Frodo – b.d.                 | gościnnie rap w utworze „Piątek”                                                         | [ 63 ]        |
| 2018 | Szpaku – BORuto                 | gościnnie rap w utworze „Żółwie Ninja”                                                   | [ 64 ]        |
| 2018 | Sztoss – Sztoss                 | gościnnie rap w utworze „Znam parę miejsc”                                               | [ 65 ]        |
| 2018 | Siles – b.d.                    | gościnnie rap w utworze „Co mi powiesz”                                                  | [ 66 ]        |
| 2019 | Diho – Orangutan vol. 07        | gościnnie rap w utworze „Co chcecie”                                                     | [ 67 ]        |
| 2019 | Pikers – b.d.                   | gościnnie rap w utworze „Do snu”                                                         | [ 68 ]        |
| 2019 | Slums Attack – 25 godzin        | gościnnie rap w utworze „Nie bądź zdziwiony”                                             | [ 69 ]        |
| 2019 | Zeamsone – Hundred Bands        | gościnnie rap w utworze „Sport”                                                          | [ 70 ]        |
| 2019 | Pokahontaz – Renesans           | gościnnie rap w utworze „Burza mózgów”                                                   | [ 71 ]        |
| 2019 | Kobik – Opus Dei                | gościnnie rap w utworze „Anime”                                                          | [ 72 ]        |
| 2020 | Kizo – Posejdon                 | gościnnie rap w utworze „Driftem”                                                        | [ 73 ]        |
| 2021 | Janusz Walczuk – Janusz Walczuk | gościnnie rap w utworze „Amsterdam”                                                      |               |
| 2022 | Oki - PRODUKT47                 | gościnnie rap w utworach: „dzielny pacjent” oraz „Albo jest zajebiście albo jest smutno” | [ 74 ] [ 75 ] |
| 2022 | Otschodzi – Tarcho Terror       | Gościnnie rap w utworze „Poj*band stany” oraz „waka Flocka”                              | [ 76 ] [ 77 ] |
| 2023 | Pako – dom strachu              | gościnnie rap w utworze „Pill crusher”                                                   | [ 78 ]        |
| 2025 | Bambi – Trap or die             | gościnnie w utworze „Tlen”                                                               |               |

## Teledyski
| Rok      | Tytuł                                    | Reżyseria            | Album                    | Źródło |
| -------- | ---------------------------------------- | -------------------- | ------------------------ | ------ |
| 2018     | „Pies”                                   | Artur „Brevko” Kowal | –                        | [ 79 ] |
| 2018     | „Deszcz banknotów” (gośc. Malik Montana) | Pan Filmowiec        | –                        | [ 80 ] |
| 2018     | „Audemars”                               | Beopen               | –                        | [ 81 ] |
| 2018     | „Nemo”                                   | Mortvideo            | Konfetti                 | [ 82 ] |
| 2018     | „Lego” (gośc. Peja)                      | Artur Kowal          | Konfetti                 | [ 83 ] |
| 2018     | „Bestia”                                 | Tim Vollenhaus       | Konfetti                 | [ 84 ] |
| 2019     | „Oznaka mężczyzn”                        | BeOpen               | !G! Tape #1              | [ 37 ] |
| 2019     | „Droptop”                                | Mohdo Films          | Skan myśli               | [ 85 ] |
| 2019     | „Promienie słońca”                       | H D S C V M          | Skan myśli               | [ 86 ] |
| 2019     | „Inny gatunek” (gośc. Kizo)              | Tim Vollenhaus       | Skan myśli               | [ 87 ] |
| 2019     | „Pamiętnik EX”                           | Tim Vollenhaus       | Skan myśli               | [ 88 ] |
| 2019     | „Układanki” (gośc. Margaret)             | Grube Filmy          | Skan myśli (Bonus Track) | [ 89 ] |
| Gościnne |                                          |                      |                          |        |
| 2018     | Dj.Frodo – Piątek                        | Marathon Brothers    | –                        | [ 90 ] |
| 2018     | Sztoss – Znam parę miejsc                | GRZVideos            | Sztoss                   | [ 91 ] |
| 2019     | Slums Attack – Nie bądź zdziwiony        | –                    | 25 godzin                | [ 92 ] |
| 2019     | Kobik – Anime                            | Krzysiek Dziuba      | Opus Dei                 | [ 93 ] |
| 2019     | Zeamsone – Sport                         | Deplone              | Hundred Bands            | [ 70 ] |
| 2019     | Pokahontaz – Burza mózgów                | Oskar Kozłowski      | Renesans                 | [ 94 ] |